# Франц Антон Коловрат-Лібштейнський
Франц Антон фон Коловрат-Лібштейнський (чеськ. František Antonín Libštejnský z Kolovrat, нім. Franz Anton Graf von Kolowrat-Liebsteinsky, 31 січня 1778 — 4 квітня 1861) — граф, австрійський державний діяч, губернатор Богемії, перший міністр-президент Австрійської імперії.
Народився в Празі, походив із старовинного чеського графського роду Коловратів.
Отримав чудову освіту під керівництвом знаменитого «батька слов'янознавства», Йосифа Добровського.
У 1809 році Коловрат-Лібштейнський був призначений полковником Празького замку і найвищим бургграфом (губернатором) Богемського королівства. У 1826 році він отримав посаду державного конференц-міністра і увійшов до числа членів Державної ради Австрійської імперії. Багато сприяв розвитку чеського самосвідомості підставою чеського народного музею, заступництвом чеської мови, літератури та історичним дослідженням минулого Чехії.
З 12 грудня 1836 р. Коловрат-Лібштейнський був членом Державної Таємної конференції, де очолював внутрішньополітичне і фінансове відділення. У цей час він також був членом Регентського ради та його протистояння з Меттерніхом служило причиною низки внутрішніх криз в імперії.
Після початку революції в Австрії, з 20 березня по 5 квітня 1848 р. був главою уряду імперії.
Граф Коловрат-Лібштейнський був президентом Королівського чеського наукового товариства і засновником Чеського національного музею, якому передав свою колекцію мінералів і велику бібліотеку (35 тис. Томів).
Помер у Відні 4 квітня 1861 р.
Серед інших нагород граф Коловрат-Лібштейнський мав ордени:
- Лицарський хрест Ордену Золотого руна
- Великий хрест ордена Леопольда
- Орден Святої Анни 1-го ступеня
- Орден Святого Володимира 1-го ступеня
- Орден Білого Орла
- Орден Св. Олександра Невського
- Орден Св. Іоана Єрусалимського (Велика Британія)
- 25 вересня 1833 р. був нагороджений орденом Святого Андрія Первозванного[1].